# Klooster Sion (Niawier)
Klooster Sion is een voormalig vrouwenklooster in het dorp Niawier, in de Nederlandse provincie Friesland.
Eertijds stond het klooster Sion op een terp direct ten westen van het dorp. Het klooster werd ook wel Onze Lieve Vrouwe ten Dale genoemd en werd gesticht als dochterklooster van het cisterciënzer klooster Klaarkamp bij Rinsumageest. Sion werd evenals Genezareth bij Hallum gesticht voor de huisvesting van de nonnen die tot die tijd vlak bij Klaarkamp verbleven in het Bannerhuis onder Lichtaard.
Het convent zou tussen 1165 en 1195 gesticht zijn; als exact jaar wordt 1191 genoemd. Hiermee zou Sion het oudste vrouwenklooster van Friesland geweest zijn. Het klooster maakte kennelijk een sterke groei door, aangezien reeds in 1233 nonnen overgeplaatst werden naar Nijeklooster bij Scharnegoutum. Klaarkamp en Sion bleven tot in de 15e eeuw een economische eenheid vormen. Zo waren lekenbroeders van Klaarkamp actief op de landerijen die eigendom waren van Sion. Met de verschuiving van eigen gebruik naar verhuur van de kloostereigendommen, werd ook de boedel van Sion gescheiden van die van Klaarkamp.
Het eigen rekenboek van Sion, dat loopt van 1560 tot 1580, laat zien dat de huurboeren een behoorlijk deel van de huur in natura moesten voldoen, wat een mogelijk tekort aangeeft. Zo had Klaarkamp een uithof bij Hantumeruitburen. Later werd dit uithof in een aantal boerderijen gesplitst, waaronder het "Germerhuijs". De huur van het Germerhuijs kwam toe aan Sion en bedroeg 33 goudguldens, een hoeveelheid boter, een hoeveelheid graan en de huurder moest zeven ladingen turf uit Sions gebieden in de Dokkumer Wouden halen.
Sion was een van de rijkste kloosters van Friesland en bezat meer dan 2200 pondemaat aan grond, waarvan 350 in Oostdongeradeel. Het gehele dorpsgebied van Niawier maakte deel uit van de kloostergoederen, op het land van één boerderij na. Het klooster werd in 1571 geplunderd door de geuzen en in 1580 overgedragen aan de Staten van Friesland.
Van het klooster resteert anno nu niets meer, al zijn de contouren van het terrein nog te herkennen in het landschap. Aan de westkant van het terrein bevond zich een laad- en loshaven aan de opvaart. Het convent werd omgeven door een gracht en zou een poort en ophaalbrug hebben gehad. Ook zou muurwerk van gebouwen van het klooster opgenomen zijn in de boerderij die anno 2019 op het kloosterterrein staat.
Het voormalige kloosterterrein werd in 1975 aangewezen als rijksmonument. Bij graven in de ondergrond kwamen meermaals grafzerken aan het licht van de oude begraafplaats, een deel van terrein wordt in de volksmond nog steeds "it hôfke" (het hofje) genoemd.  In 1938 werd een kapiteel uit de 12e eeuw gevonden op het voormalige kloosterterrein.
In 2013 dook een ordinarius op uit het klooster; een bundel met kalender en liturgische zaken. Het boek werd in 1561 geschreven door ene Augustini Hendrick zoen in opdracht van Teth Bolta, non in klooster Sion. Blijkens een contract uit 1574 was zij reeds opgeklommen tot priores van het klooster. In hetzelfde contract worden kosteres Ytts Haersma en senior Bauck van Eminga genoemd, eveneens afkomstig uit vooraanstaande geslachten.
In de middeleeuwen kon men uit godsdienstijver besluiten zelf in te treden in een klooster, of een kind te laten intreden. Beide keren moest er een gift meegegeven worden bij intrede. Dit maakte van het toetreden als monnik of non een typische aangelegenheid voor de welgestelden en de adel.  Auck Donia was priores van Sion; naar haar is in Niawier de Auck Doniastrjitte vernoemd.